# Heretie
Heretie (gruzínsky ჰერეთი, Hereti) byla historická provincie Kavkazské Albánie a později Gruzie. V letech 787 až 959 byla Heretie samostatným královstvím. Kolem roku 1020 bylo dosaženo spojení Heretie a Kachetie do jednoho království.
Heretie se rozkládala na hranicích dnešní Gruzie a Ázerbájdžánu. Zasahovala do jihovýchodní části dnešního regionu Kachetie a do části ázerbájdžánského regionu Saingilo.

## Dějiny Heretie
Oblast byla od starověku osídlena čtyřmi kavkazskými kmeny (Hersové, Sudžsové, Čilbsové a Lbinsové). Všem dohromady se říkalo Hers. Ve 3. století př. n. l. si je podmanila Kavkazská Albánie a během jejího úpadku v 5. století si území podrobila Kavkazská Iberie, která z Heretie udělala své další saeristavo. Všechny zdejší kmeny pak byly postupně asimilovány Gruzínci. Ti dali území název Hereti.
V letech 740–750 ovládl Heretii mocný rod Bagrationi, který ji získal jako odměnu za účast ve válce s Araby od kartlijského krále (erismtavari) Arčila. O 40 let později však kartlijský vládnoucí rod vymřel a Heretie se díky tomu značně rozšířila, až v roce 787 vyhlásila nezávislost (vzniklo heretské knížectví – samtavro) a hlavním městem se stalo Šeki. Knížectví sílilo a postupem času se mu dostávalo čím dál tím větší prestiže, což vyvrcholilo v roce 893 korunovací knížete Hamama na heretského krále. Vznik tohoto nového království ale probudilo jeho mocné sousedy. Vládce Kachetie Kvirike I. se spojil s abchazským králem Konstantinem III. a oba roku 915 vyhlásili heretskému králi Adarnasi II. Patrikiovi válku. Sice se jim Heretii povedlo rozbít, ale zanedlouho se Ardanasi II. Patrikiovi povedlo království znovu obsadit a obnovit. Během vlády Adarnasova syna Išchanika byla Heretie nucena uznat svrchovanost nového mocného souseda knížectví Deilam nad svým územím, ale v roce 950, když mezi vládci Deilamu Salaridové vypukly boje o moc, získal Išchanik nezávislost pro Heretii zpět. Za vlády Išchanika také Hereti opustili tzv. „monofyzitismus“ a nechali se pokřtít od Gruzínské ortodoxní a apoštolské církve.
Během vlády následujícího panovníka Jana Senekerima získala Heretie část území bývalé Kavkazské Albánie a gruzínský region Canarie. Po jeho smrti v roce 959 dynastie vymřela a království Heretie se dostala opět pod cizí nadvládu; území ovládl kachetský kníže Kvirike II. Ten v roce 976 rozdělil území mezi své dva syny Davida a Bagrata III. Jejich nástupcem se stal Kvirike III., který kolem roku 1020 dokončil spojení obou zemí (Heretie a Kachetie) do jednoho tzv. „Království Kachů a Ranů“. Během vlády krále sjednoceného Gruzínského království Davida IV. Budovatele na počátku 12. století se Heretie stala vévodstvím (saeristavo) a po rozpadu Gruzie v roce 1466 se stala Heretie opět součástí Kachetie. Od té doby se začal název Heretie pomalu vytrácet jak z oficiálních historických dokumentů, tak z běžného užívání.

## Panovníci
- Sahil Ibn Sumbat (815–840) – první doložený vládce
- Adarnase I. (840–865)
- Hamam (865–893)
- Adarnase II. Patrikios (897–943)
- Išchanik (943–951)
- Jan Senekerim (951–959)